# Liselott Linsenhoff
Liselott Linsenhoff (Frankfurt del Main, Alemanya 1927 - Antibes, França 1999) fou una genet alemanya, guanyadora de cinc medalles olímpiques.

## Biografia
Va néixer el 27 d'agost de 1927 a la ciutat de Frankfurt del Main, població situada a l'actual estat de Hessen, que en aquells moments formava part de la República de Weimar i que avui en dia forma part d'Alemanya. Fou la mare de la tembé gent i medallista olímpica Ann-Kathrin Linsenhoff. Nascuda amb el nom de Liselott Schindling, adoptà entre 1950 i 1975 el congom Linsenhoff en casar-se amb Fritz Linsenhoff, i després de la seva separació dotpà novament el cognom de soltera. El 1981 es casà amb Klaus Rheinberger, paasant a anomenar-se Liselott Rheinberger.
Va morir el 4 d'agost de 1999 a la seva residència d'Antibes, població francesa situada al departament dels Alps Marítims.

## Carrera esportiva
Especialista en doma clàssica va participar, als 28 anys, en els Jocs Olímpics d'Estiu de 1956 realitzats a Melbourne (Estocolm), si bé les proves eqüestres es realitzaren a Estocolm (Suècia). En aquests Jocs, i en representació de l'Equip Unificat alemany, aconseguí guanyar la medalla de plata en la prova per equips i la medalla de bronze en la prova individual.
Absent dels Jocs Olímpics d'estiu de 1960 realitzats a Roma (Itàlia) i dels Jocs Olímpics d'estiu de 1964 realitzats a Tòquio (Japó), participà en els Jocs Olímpics d'Estiu de 1968 celebrats a Ciutat de Mèxic (Mèxic), on va aconseguir en representació de l'Alemanya Occidental (RFA) guanyar la medalla d'or en la prva per equips i finalitzà vuitena en la prova individual, guanyant així un diploma olímpic. En els Jocs Olímpics d'Estiu de 1972 realitzats a Múnic (Alemanya Occidental) aconseguí guanyar la medalla d'or en la prova individual de doma i la medalla de plata en la prova per equips.
Al llarg de la seva carrera guanyà tres medalles en el Campionat del Món de doma clàssica, una d'elles d'or; i quatre medalles en el Campionat d'Europa de l'especialitat, tres d'elles d'or.